# Aldarkhaan, Zavkhan
Aldarkhaan (tiếng Mông Cổ: Алдархаан) là một sum của tỉnh Zavkhan ở miền tây Mông Cổ. Vào năm 2005, dân số của sum là 3.708 người.

## Địa lý
Sum có diện tích khoảng 7.300 km2. Trung tâm sum, Aldar, nằm cách tỉnh lỵ Uliastai 35 km và thủ đô Ulaanbaatar 1.088 km.

### Khí hậu
Aldarkhaan có khí hậu bán khô hạn. Nhiệt độ trung bình hàng năm ở khu vực này là 2 °C. Tháng ấm nhất là tháng 7, khi nhiệt độ trung bình là 24 °C và lạnh nhất là tháng 1, với -22 °C. Lượng mưa trung bình hàng năm là 209 mm. Tháng ẩm ướt nhất là tháng 7, với lượng mưa trung bình là 52 mm, và khô nhất là tháng 1, với 1 mm.